# Kaxarari
I Kaxarari  sono un gruppo etnico del Brasile con una popolazione stimata in 318 individui nel 2010 (Funasa).

## Lingua
Parlano la lingua Kaxarari che appartiene alla famiglia linguistica pano.

## Insediamenti
Vivono negli stati brasiliani di Amazonas e Rondônia, in quattro villaggi: Marmelinho, Barrinha, Paxiúba e Pedreira, situati all'interno del territorio indigeno Kaxarari, al confine tra i due stati. L'area, a cui è possibile accedere tramite l'autostrada BR-364 che va da Rio Branco a Porto Velho, è collocata all'interno dei comuni di Lábrea, Porto Velho e Extrema.

## Storia
Nel 1910 hanno occupato le sorgenti del fiume Curequeté, affluente del fiume Ituxy. In questo periodo la popolazione era stimata in circa 2.000 persone ma fino all'inizio degli anni ottanta i Kaxarari hanno dovuto soffrire le invasioni e gli attacchi degli estrattori di caucciù e dei seringueiros brasiliani. A questi conflitti, si aggiungono le malattie epidemiche diffusesi tra la popolazione a metà del XX secolo. Ciò ha portato la stima totale a circa 200 persone. Solo dagli anni ottanta in poi c'è stato un lieve aumento demografico.